# Isola Flaherty
L'isola Flaherty è un'isola che fa parte delle isole Belcher situate nella Baia di Hudson, in Canada.

## Geografia
L'isola Flaherty è la principale del gruppo a cui appartiene e con una superficie di 1.585 km² si colloca al 245º posto tra le isole più grandi del mondo. L'isola ha circa 933 km di coste e raggiunge un'altezza massima di 34 metri s.l.m.
Politicamente l'isola appartiene al territorio di Nunavut nella regione di Qikiqtaaluk e deve il suo nome a Robert J. Flaherty. Al censimento del 2006, Flaherty aveva una popolazione di 744 abitanti. Il centro principale è il borgo (in inglese hamlet) inuit di Sanikiluaq.

## Fonti
- Atlas of Canada Archiviato il 22 gennaio 2013 in Internet Archive.-Dimensioni dell'isola